# کارل آنسن
کارل آنسن (سوئدی: Karl Ansén؛ ۲۶ ژوئیه ۱۸۸۷ – ۲۰ ژوئیهٔ ۱۹۵۹ (۷۱ سال)) بازیکن فوتبال اهل سوئد بود.
از باشگاه‌هایی که در آن بازی کرده‌است می‌توان به باشگاه فوتبال ای‌آی‌کی اشاره کرد.
وی همچنین در تیم ملی فوتبال سوئد بازی کرده‌است.